# سینمای آفریقا

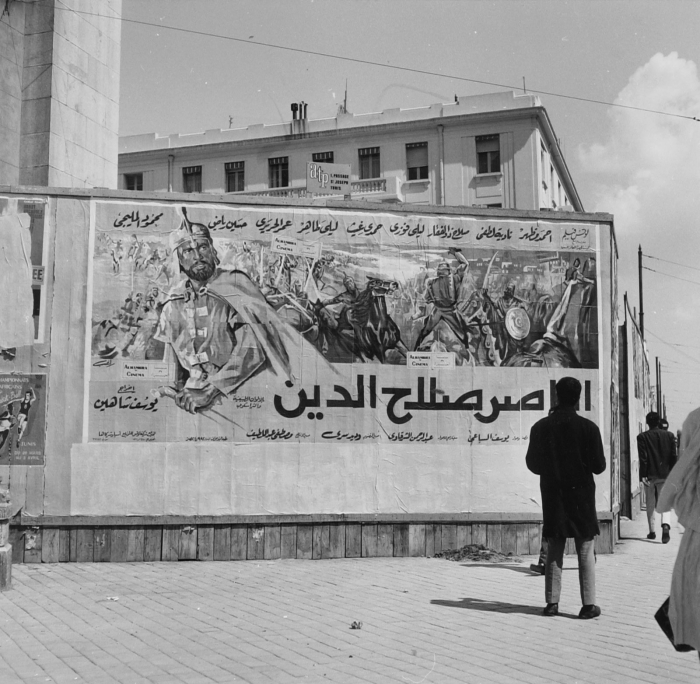
پوستر سینمایی فیلم الناصر صلاح‌الدین (۱۹۶۳) در تونس

سینمای آفریقا (انگلیسی: Cinema of Africa) به فیلم‌سازی در قاره آفریقا اشاره دارد. به وجود آمدن این صنعت به اوایل قرن بیستم باز می‌گردد؛ زمانی که فیلم‌های حلقه‌ای، فناوری اصلی مورد استفاده برای فیلم‌سازی بود. سینمای نیجریه از لحاظ گردش مالی، تعداد فیلم‌های تولیدی و تماشاگران، بزرگ‌ترین صنعت فیلم‌سازی آفریقا محسوب می‌شود. صنعت فیلم‌سازی نیجریه همین‌طور از لحاظ درآمد و تعدادفیلم‌های تولیدی، در رتبه سوم جهان قرار دارد.